# Merguez

Merguez.

El merguez (/mɛərˈɡɛz/) es un chorizo fresco rojo y picante originario del pueblo amazig (bereber) en el Norte de África, popular también en Francia, Israel y el norte de Europa.
Se elabora con carne de cordero, ternera o mezcla embutida en una tripa de cordero. Se condimenta fuertemente con una amplia variedad de especias, como el zumaque para darle un toque agrio, y el pimentón, la pimienta roja o la harissa, una pasta picante de guindilla, que le da sus característicos sabor picante y color rojo. Otras especias son el hinojo o el ajo.
Suele consumirse a la parrilla o en guisos. También se consume en bocadillos y con patatas fritas. En Alemania se asa a menudo sobre un schwenker.
Este es una comida muy popular en puestos callejeros de países como Argelia Marruecos, donde usualmente se encuentra en bocadillos acompañados con salsa de tomate y cebolla.

## Etimología
La etimología de merguez no está clara. Puede proceder de la palabra bereber amergaz, ‘salchicha’. No es probablemente una palabra árabe, y su ortografía en este idioma ha variado históricamente entre mīrkās y mīrqās, probablemente porque el árabe no tiene un grafema para el fonema /g/. Puede ser un préstamo del latín a través de Al-Ándalus.